# Les Champeaux
Les Champeaux ist eine französische Gemeinde mit 98 Einwohnern (Stand 1. Januar 2022) im Département Orne in der Region Normandie; sie gehört zum Arrondissement Mortagne-au-Perche und zum Kanton Vimoutiers.

## Bevölkerungsentwicklung
- 1962: 75
- 1968: 143
- 1975: 137
- 1982: 119
- 1990: 101
- 1999: 117